# Хајнц-Харалд Френцен
Хајнц-Харалд Френцен, рођен 18. маја 1967. године је бивши немачки возач Формуле 1. У својој каријери био је члан многих тимова, укључујући Вилијамс, Џордан, Заубер, Прост и Ароус. Пре него што је окончао своју каријеру 2003. године, остварио је три победе у Формули 1.